# Shajapur (district)
Shajapur is een district van de Indiase staat Madhya Pradesh. In 2011 telde het district 1.512.681 inwoners op een oppervlakte van 6195 km². Het noordwestelijke deel splitste zich in 2013 echter af en vormt sindsdien het district Agar Malwa.

## Bevolking
In 2011 telde het district Shajapur 1.512.681 inwoners, een stijging van 17% ten opzichte van 1.290.230 inwoners in 2001. Ongeveer 2,08% van de bevolking van Madhya Pradesh woonde destijds in Shajapur. Van de bevolking was in 2011 ongeveer 780.520 man en 732.161 vrouw. Ongeveer 69% van de bevolking kon lezen en schrijven: 81% van de mannen en 56% van de vrouwen.
Het district Shajapur had in 2011 het hoogste percentage sprekers van het Hindi. Ongeveer 99,9% van de bevolking sprak het Hindi als moedertaal (landelijk: 43,7%).

### Religie
De grootste religie in Shajapur is het hindoeïsme. In 2011 werden ongeveer 1,321 miljoen hindoes geteld, wat 87,33% van de toenmalige bevolking was. De grootste minderheidsreligie was de islam. Deze religie had ongeveer 175.000 aanhangers, wat 11,55% van de bevolking was. Buiten de 13.755 Jains (0,9%) waren er geen andere vermeldenswaardige religieuze gemeenschappen.
Hoofdstad: Bhopal
Districten: